# Platysteira tonsa
Platysteira tonsa е вид птица от семейство Platysteiridae.

## Разпространение
Видът е разпространен в Габон, Екваториална Гвинея, Камерун, Република Конго, Демократична република Конго, Кот д'Ивоар, Нигерия и Централноафриканската република.